# 13196 Роджерссміт
13196 Роджерссміт (13196 Rogerssmith) — астероїд головного поясу, відкритий 1 лютого 1997 року.
Тіссеранів параметр щодо Юпітера — 3,570.